# Joan Cristòbal i Farrés
Joan Cristòbal i Farrès (Llinars del Vallès, 1889 – Mataró, 2 de maig de 1967) fou organista i mestre de capella català.
Es formà a l'escolania de la basílica del Sant Esperit de Terrassa amb Marc Biosca i succeí Àngel Rodamilans en el magisteri de la basílica quan aquest entrà a Montserrat el 1923. Fundà l'agrupació coral Escola Polifònica i fou professor de l'Escola Municipal de Música de Terrassa entre 1925 i 1944; posteriorment fundà l'Acadèmia Rodamilans i dirigí la Coral Joventut Terrassenca. El 1955 es traslladà a Mataró on traspassà.